# Rugby a 15 nel 1908

## Attività internazionale

### Tornei per nazioni
|  | Home Championship   | Galles          |
|  | Olimpiadi di Londra | Australasia (*) |

(*) Ai Giochi Olimpici del 1908, partecipò una rappresentanza dell'Australasia, che riuniva gli atleti di Australia e Nuova Zelanda. A rappresentarla nel rugby a 15 fu l'Australia in tour in Europa in quel periodo.

### Test e tour
- Prosegue l'apprendistato della Francia che disputa due test contro Galles e Inghilterra:

| Arbitro: | CF Rutherford |

|  |           |                                                            |
|  | Marcatori | mete: Birkett Lambert Lapage Mills Portus Tr.: Roberts (2) |

| Cardiff 2 marzo 1908 | Galles    | 36 – 4          | Francia | Arms Park (2,000 spett.) |
| \| \| \| \| \| mete: Morgan (2) Trew (2) Gibbs (4) Tr.: Winfield (2) Gibbs cp. Winfield \| Marcatori \| Drop: Vareilles \| |           |                 |         |                          |
| |           |                 |         |                          |
| mete: Morgan (2) Trew (2) Gibbs (4) Tr.: Winfield (2) Gibbs cp. Winfield                                                   | Marcatori | Drop: Vareilles |         |                          |

- Nel 1908 la selezione dei British and Irish Lions si avventura in un tour in Australia e Nuova Zelanda .

Mancano completamente sia i giocatori scozzesi che quelli irlandesi, tanto che negli annali viene ricordata come la selezione degli 'Anglo Welsh
| Auckland 6 giugno 1908 | Nuova Zelanda | 32 – 5 | Anglo-Welsh |  |

| Wellington 24 giugno 1908 | Nuova Zelanda | 3 – 3 | Anglo-Welsh | Athletic Ground |

| Dunedin 25 luglio 1908 | Nuova Zelanda | 29 – 0 | Anglo-Welsh | Carisbrook |

Secondo alcuni la supremazia della squadra britannica nei confronti delle squadre Australiane, sarà la causa della scissione di parte del Rugby Australiano verso il Rugby a XIII.
In realtà la scissione era ormai decisa, visto che saranno i Team del Queensland a lasciare il Rugby a 15, dopo che già avevano rifiutato di formare una squadra nazionale unica con il Nuovo Galles del Sud.
- L'Australia visita in tournée le Isole Britanniche.

| Cardiff 12 dicembre 1908 | Galles | 9 – 6 | Australia | Arms Park |

| Blackheath 9 gennaio 1909 | Inghilterra | 3 – 9 | Australia |  |

## Barbarians
I Barbarians hanno disputato i seguenti match:
| Parigi 9 febbraio 1908 | Racing Club de France | 0 – 13 | Barbarians | Bois de Boulange |

| Penarth 17 aprile 1908 | Penarth RFC | 0 – 3 | Barbarians |  |

| Cardiff 18 aprile 1908 | Cardiff RFC | 6 – 5 | Barbarians | Arms Park |

| Swansea 20 aprile 1908 | Swansea RFC | 12 – 0 | Barbarians | (Saint Helen's) |

| Exeter 21 aprile 1908 | Exeter | 11 – 17 | Barbarians |  |

| Cardiff 26 dicembre 1908 | Cardiff RFC | 6 – 3 | Barbarians | Arms Park |

## Campionati nazionali
| Francia              | Campionato              | Stade français |
| Inghilterra          | Campionato delle contee | Cornwall       |
| Nuovo Galles del Sud | Shute Shield            | Newtown        |
| Nuova Zelanda        | Ranfurly Shield         | Auckland       |